# Еврейский музей в Берлине

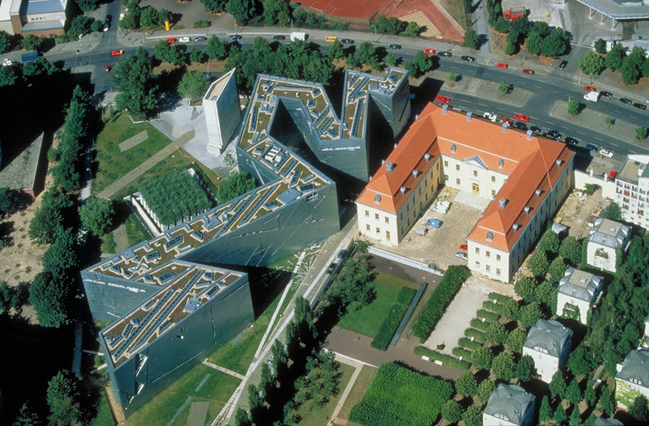
Еврейский музей в Берлине. Вид с высоты.

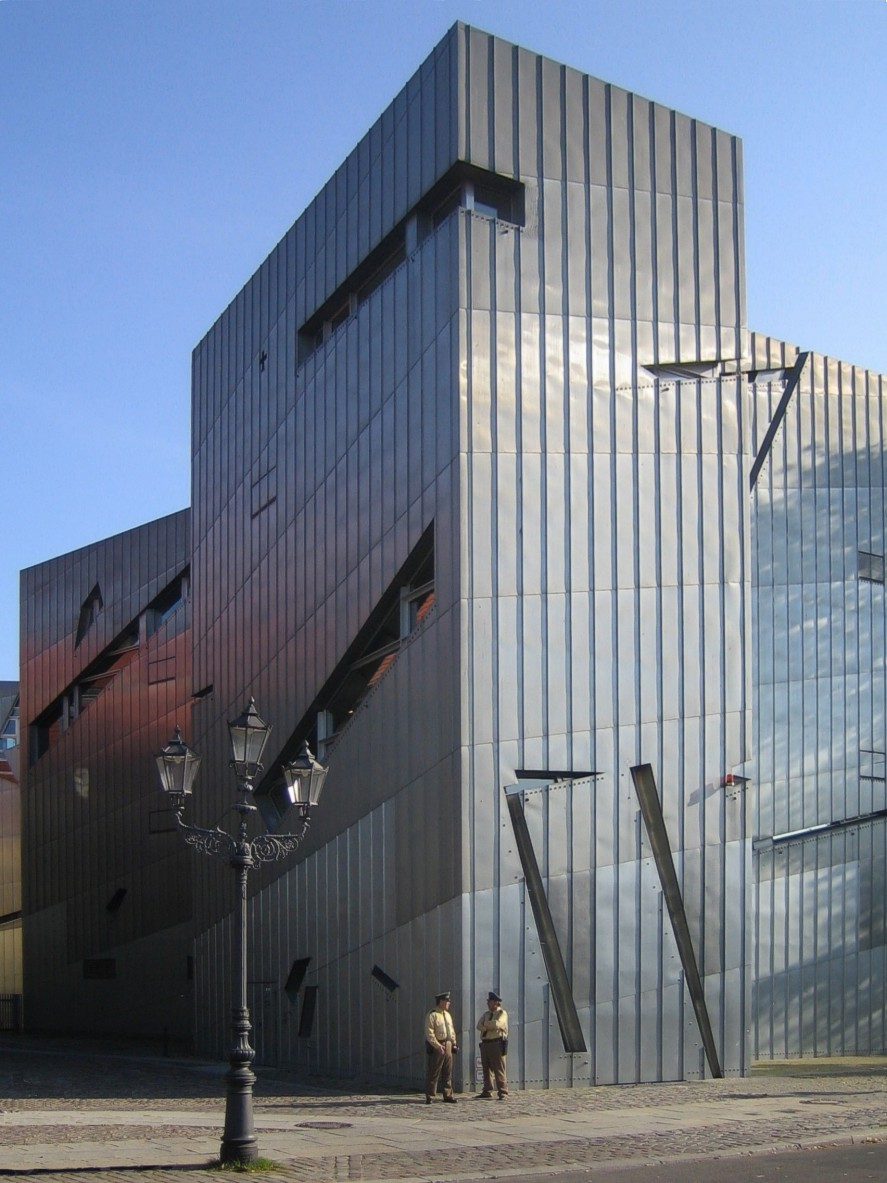
Фасад здания Либескинда.

Еврейский музей в Берлине (нем. Jüdisches Museum Berlin) посвящён почти двум тысячелетиям немецко-еврейской истории.
Расположен на улице Линденштрассе в районе Кройцберг, открыт 9 сентября 2001 года; находится в ведении государства.
В музее размещаются:
- постоянная выставка,
- временные выставки,
- обширный архив,
- учебный центр Рафаэля Рота,
- здания для исследований.

С момента своего открытия в 2001 г. и до 2012 г. музей посетило более 8 миллионов человек. С 2012 года — почти 800 тыс. человек. Это один из самых посещаемых музеев в Берлине.

## История возникновения
Первый еврейский музей в Берлине, основанный в 1933 году, проработал чуть более пяти лет. Немедленно после событий хрустальной ночи музей был закрыт нацистским режимом.
В 1971 году, когда еврейская община Берлина праздновала своё 300-летие, а в бывшем Музее истории Берлина проходила приуроченная к событию выставка, была сформулирована идея создания нового еврейского музея. Тем не менее, последующие годы площадкой для выставок соответствующей тематики служил Музей Берлина.
В 1988 году в связи с необходимостью увеличения выставочного пространства для еврейского отдела музея был объявлен архитектурный конкурс на расширение Музея Берлина. Конкурс выиграл Даниэль Либескинд, назвавший свой проект Between the Lines («Между строк» или, говоря более широко, «между линий»). Нарочито асимметричная зигзагообразная линия здания неоднократно пересекается (как бы «перечёркивается») прямой и жёсткой линией пустых помещений (нечто вроде шахты). По замыслу архитектора, они должны символизировать ту пустоту, которая единовременно перечеркнула жизнь Германии и Европы после массового уничтожения еврейского населения и культуры. Музейный комплекс в целом состоит из здания, подземных помещений и «сада изгнания». Основное здание музея было построено с 1993 по 1995 год. Строительство дополнительного здания продолжалось с 1992 по 1998 год.
Датой открытия комплекса было выбрано 11 сентября 2001 г., но из-за теракта 9/11 открытие перенесли на два дня — 13 сентября.

## Архитектура и структура
Музей состоит из двух зданий: старого здания Коллегиенхауса и зигзагообразного нового здания архитектора Даниэля Либескинда; первое являет собой образец барокко, второе — деконструктивизма (архитектурного стиля, проникнутого духом деструкции). Видимого фасадного соединения между зданиями нет — они соединяются через подземный этаж.

### Дом Коллегий
Дом Коллегий (нем. Kollegienhaus) был построен в 1735 году Филиппом Герлахом в стиле барокко. Ранее здесь размещался прусский Высший суд. Когда он был перенесён в новое здание в Клейстпарке в 1913 году, здесь начала организовался Высший суд Берлина.
Во время Второй мировой войны он был разрушен до внешних стен. При реконструкции была предусмотрена полная перекладка. Но решили ограничиться только реконструкцией (с 1963 по 1969 год). До того, как Еврейский музей сюда переехал, здесь была резиденция Берлинского музея .
В старом здании расположен вход с контролем безопасности, билетной кассой, информацией, гардеробом, музейным магазином и рестораном, а также специальные выставочные залы, аудитории и офисы. Крытый внутренний стеклянный двор (нем. «Glashof») служит зоной отдыха и площадкой для проведения мероприятий.

### Здание Либескинда
Здание Либескинда, открытое для осмотра 23 января 1999 году (за два года до открытия самого музея), уже в качестве части Еврейского музея пользовалось у посетителей значительной популярностью. Здание Либескинда в форме изломанной линии, принесшее архитектору международную известность, даёт посетителям возможность в некоторой степени ощутить те невзгоды, которые выпали на долю еврейского народа.
В основной корпус музея нет обычного надземного входа. Туда можно попасть только через Дом коллегий через длинный подземный переход: чёрную лестницу с шипами. Цинковый фасад с хаотическими узкими оконными прорезями-амбразурами выстроен так, что по нему невозможно понять: сколько внутри этажей и вообще есть ли они. Уже только попадая внутрь, посетители теряют чувство равновесия, так как голые стены из серого бетона, а пол находится под наклоном, и уже с первых шагов необходимо предпринимать некоторые усилия для того, чтобы двигаться вперед.

#### Стелы и «оси»
При входе в здание видны три пересекающихся наклонных «оси»: ось непрерывности, которая приводит к постоянной экспозиции, стелы в «Саду Изгнания» и башня Холокоста.

##### «Сад изгнания»
«Сад изгнания» находится вне здания на углубленной квадратной поверхности, а высокие квадратные бетонные стелы перекрывают обзор окружающей среды изнутри.
В «Сад Изгнания» можно попасть только из подземных помещений музея (подвалов). И здесь также продолжаются проблемы с ориентацией. В саду 49 шестиметровых бетонных столбов, на вершинах которых высажены оливковые деревья, символизирующие мир и надежду в еврейской традиции. Число 49 относится к году основания Государства Израиль в 1948 году, а 49-й столб характеризует Берлин. Первоначально они должны были быть наполнены землей из Иерусалима.
В данном Саду должен быть испытан опыт изгнания. Сначала посетитель чувствует себя странно, затем неуверенно: платформа, на которой расположен сад — наклонная, кроме того, она находится ниже уровня земли. Равным образом, наклонены и колонны-стелы. В начале лета, во время цветения, сад становится ещё более странным из-за сильного аромата.
Сходство Сада изгнания со стелами мемориала жертв Холокоста было причиной обвинения в плагиате Либескинда архитектором Питером Айзенманом в 1999 году.

##### Башня Холокоста
Здесь же расположена «Башня Холокоста», небольшое замкнутое пустое пространство с высокими черными стенами и небольшим просветом на самом верху. Для большинства людей это пространство является угнетающим. Однако, как утверждают создатели, оно имеет только символический смысл и не является воспроизведением газовой камеры, как думают многие посетители.
На высоте около двух с половиной метров есть лестница для обслуживания башни, которая ведет к потолку. По мнению некоторых посетителей, это служит способом выхода или как символ недостижимого.

#### Пустоты
В новом здании музея есть несколько так называемых «пустот», которые расположены по прямой линии через всё зигзагообразное здание. Пустоты — это абсолютно пустые пространства, которые простираются от подвала до верхнего этажа. За исключением «Пустоты памяти» («Memory Voids»), они недоступны для постоянной экспозиции, но могут быть просмотрены из других мест. Они призваны напомнить о Холокосте, а также о высылке и погромах, которые произошли в течение столетий в Германии.

#### Стеклянный двор
В 2005 построен Стеклянный двор (нем. Glashof) в соответствии с проектом еврейского хижины «Сукка» Даниэлем Либескиндом.
Стеклянная крыша покрывает внутренний дворик Дома Коллегий площадью 670 м², и поддерживается четырьмя автономными стальными балками. С этим проектом Даниэль Либескинд ссылается на еврейский фольклорный праздник Сукка — фестиваль раннего урожая, который отмечается со времени изгнания в память о том, что израильтяне жили в хижинах во время скитаний по пустыни.
В Стеклянном дворе есть место для проведения мероприятий на 500 человек.

#### Сад
Сад за старым зданием Дома Коллегий был спроектирован в 1986-1988 годах по проекту Ганса Колхоффа и Артура А. Оваски. Он был занесен в список Берлинских государственных памятников. Дизайн открытых пространств вокруг зигзагообразного здания создан ландшафтными архитекторами Корнелии Мюллер и Яна Вехберга. Они взяли за основу элементы здания Либескинда, такие как Пустоты, и создали различные Области важности, например Розарий, который отвечает за историю Иерусалима. Рельеф, выполнен из разноцветных природных камней, окружающих здание, в частности, Пол-Целанский двор, ограниченный с трех сторон огорожен зигзагообразной формой здания.

## Выставки

### Постоянная экспозиция
Постоянная выставка «Двухтысячелетняя германо-еврейская история» находится на первом и втором этажах здания Либескинда и дает представление о Германии с точки зрения её еврейского меньшинства.
Посетители Дома Коллегий увидят выставку Иуды Лейбы (1646—1724, псевдоним Глюкль фон Хамельн ) и его дневник, который изображает их жизнь как еврейского купца в Гамбурге.
XVIII век переживается интеллектуальным и личным наследием философа Моисея Мендельсона(1729—1786). Эти взгляды дополняются описанием еврейской жизни на ферме и в сельской местности. Картина эмансипации 19-го века характеризуется оптимизмом, социальными и политическими достижениями и ростом благосостояния. Но также обсуждаются неудачи и разочарования для еврейских общин того времени.
Представлена выставка немецко-еврейских солдат первой мировой войны в начале XX века. В разделе о национал-социализме посетители видят, как немецкие евреи отреагировали на их возрастающую дискриминацию и как это привело, например, к созданию еврейских школ и социальных служб.
Конец выставки — аудиоинсталляция, в которой евреи, выросшие в Германии, сообщают о своем детстве и юности после 1945 года. С ними началась новая глава еврейской жизни в Германии.

### Специальные выставки
Специальные выставки посвящены темам разных эпох, представленных в разных жанрах.
| Год выставки | Название                                                                                             | Оригинальное название (нем.) |
| 2016         | Голем                                                                                                | Golem |
| 2014-2015    | Кожа вон! Отношение к обряду обрезания                                                               | Haut ab! Haltungen zur rituellen Beschneidung                                                                                          |
| 2013-2014    | Всему свое время. Ритуалы против забвения                                                            | Alles hat seine Zeit. Rituale gegen das Vergessen                                                                                      |
| 2013         | Вся правда … о чём вы всегда хотели знать об евреях (по 32 отобранным вопросам от посетителей музея) | Die ganze Wahrheit … was Sie schon immer über Juden wissen wollten(aufgrund von 32 ausgewählten Fragen von Museumsbesuchern gestaltet) |
| 2012-2013    | Р. Б. Китадж (1932—2007). Одержимость                                                                | R. B. Kitaj (1932—2007). Obsessionen                                                                                                   |
| 2011-2012    | История. Германия глазами 30 художников                                                              | Heimatkunde. 30 Künstler blicken auf Deutschland                                                                                       |
| 2009-2010    | Kosher & Co. Выставка по еде и религии                                                               | Koscher & Co. Eine Ausstellung über Essen und Religion                                                                                 |
| 2008-2009    | Грабеж и реституция . Культурное наследие с 1933 года по сегодняшний день                            | Raub und Restitution. Kulturgut aus jüdischem Besitz von 1933 bis heute                                                                |
| 2008         | Типичный! Стереотипы о евреях и других                                                               | typisch! Klischees von Juden und Anderen                                                                                               |
| 2006-2007    | Родина и ссылка                                                                                      | Heimat und Exil |
| 2005-2006    | Рождество . Рассказы о Рождестве и Хануке                                                            | Weihnukka. Geschichten von Weihnachten und Chanukka                                                                                    |
| 2004         | 10 + 5 = Бог                                                                                         | 10+5=Gott |
| 2003         | Контрапункт. Архитектура Даниэля Либескинда                                                          | Kontrapunkt. Die Architektur von Daniel Libeskind                                                                                      |

### Учебный центр Рафаэля Рота
Учебный центр Рафаэля Рота был расположен на нижнем этаже Еврейского музея в Берлине до марта 2017 года. Здесь еврейская история была представлена мультимедийно и интерактивно на 17 компьютерных станциях для отдельных посетителей и групп. Под заголовком «Вещи», «Истории», «Грани» узнал посетителей особые моменты коллекции, история жизни Альберта Эйнштейна или Восточной иммиграции европейцев между 1880 и 1924. Компьютерная игра Sansanvis Park была специально разработана для детей.

### Выставка «Опавшие листья»
Выставка «Опавшие листья» («Shalechet — Fallen Leaves») Менаше Кадишмана находится в «Пустоте Памяти».
На полу помещения разложено более 10 000 стальных листов различной формы (маленькие человеческие лица: глаза и рот), которые должны служить напоминанием не только о евреях, убитых во время Холокоста, но и обо всех жертвах войны и насилия. Если человек решает пройти по «лицам», металл шуршит у него под ногами. По ним невозможно ходить тихо.
По замыслу художника, проходя через эту инсталляцию, люди возвращают себе голос.

### Галерея исчезнувших вещей
«Галерея недостающих вещей» художника Виа Левандоуски. Это три звуковых инсталляции в черных зеркальных витражах с невидимыми стеклами в разных точках постоянной экспозиции. Отображаются разрушенные объекты еврейской культуры: Энциклопедия Иудаика, еврейская больница во Франкфурте и скульптуры «Новый Человек» Отто Фрейндлиха. Инфракрасные наушники позволяют посетителям прослушивать до 40 аудиозаписей с описаниями, пояснениями и справочной информацией, звуками и музыкой, когда они движутся вдоль черных стеклянных стен.

## Фотографии музея

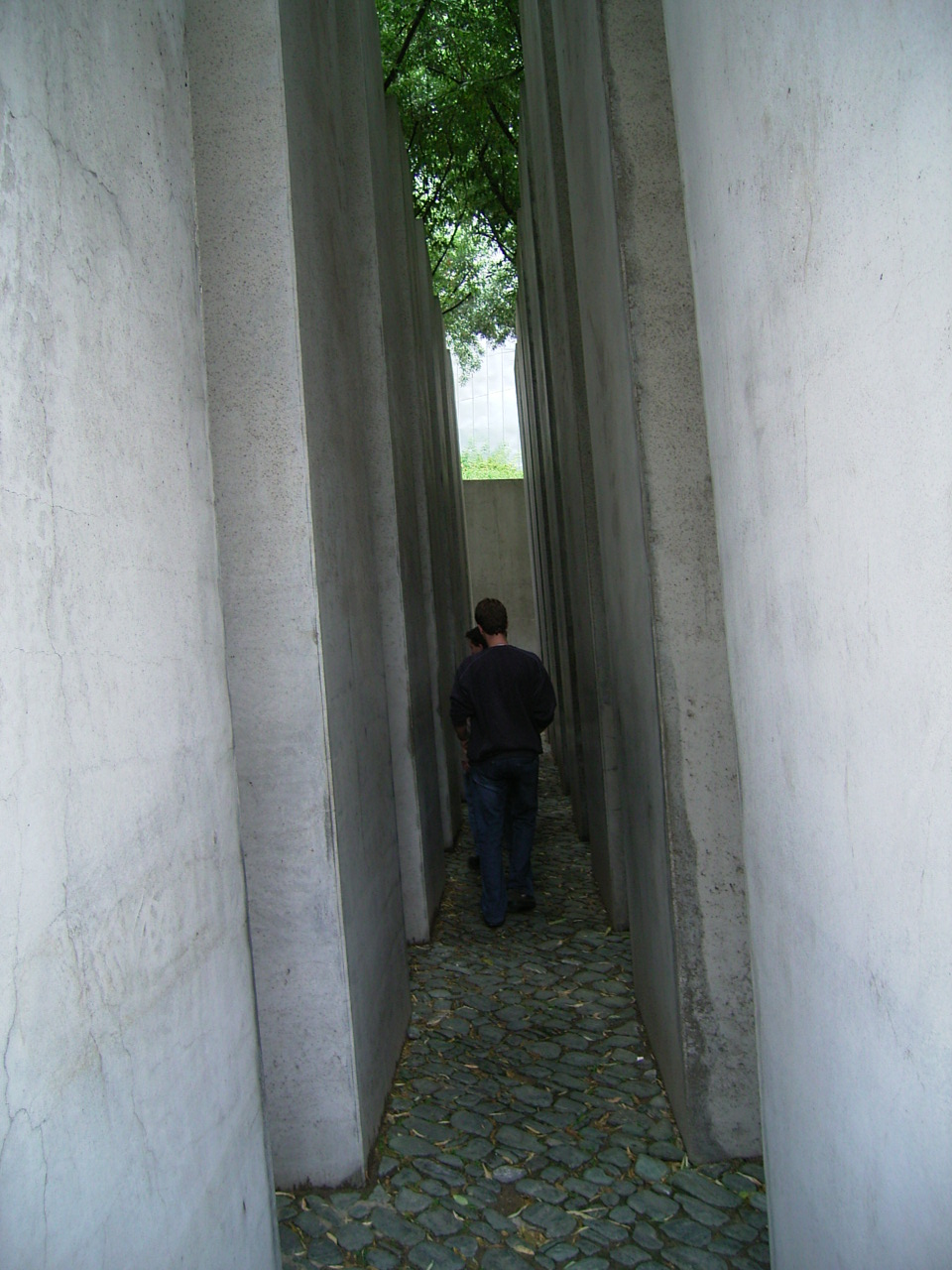
«Сад Изгнания»
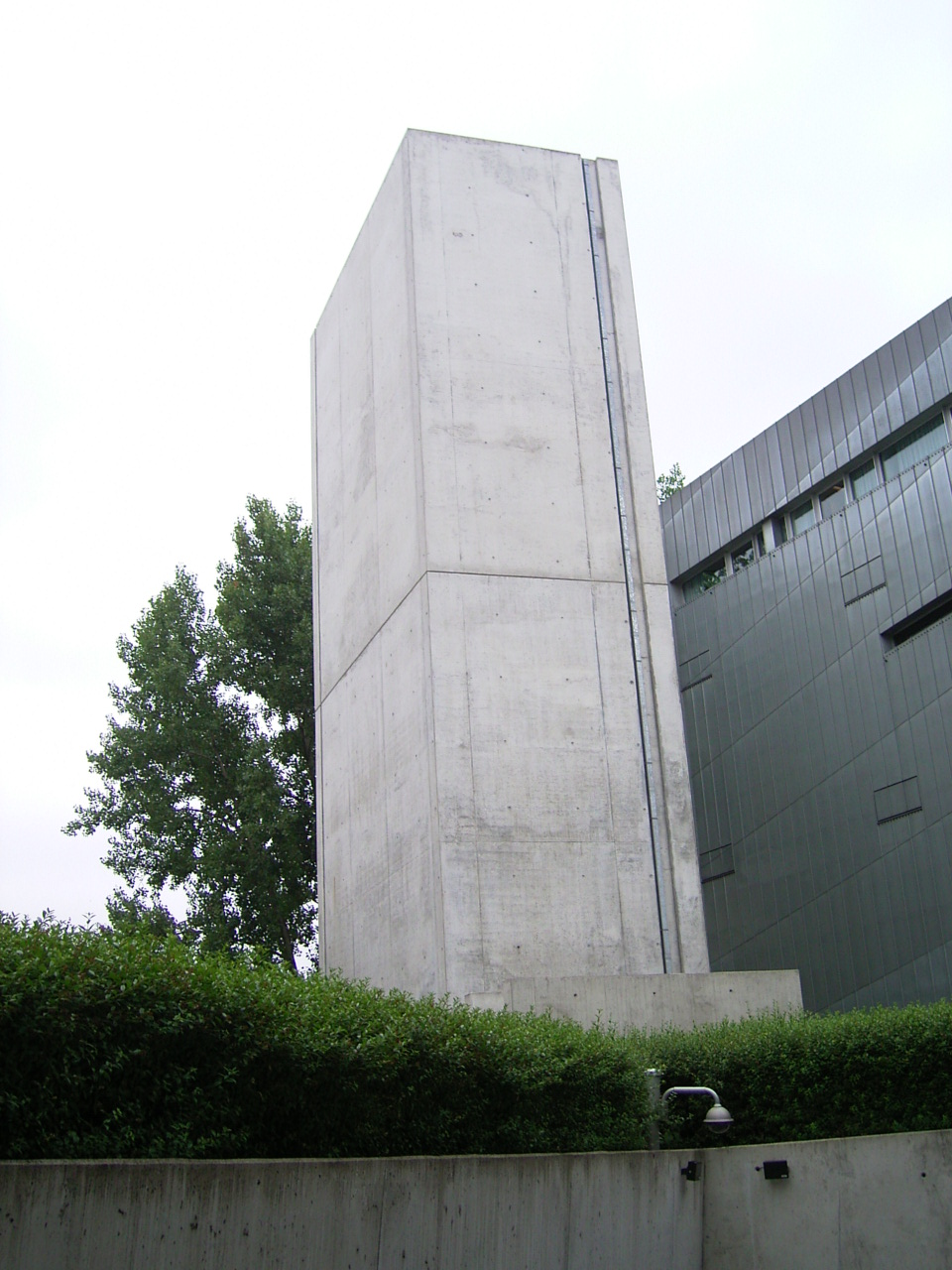
«Башня Холокоста»
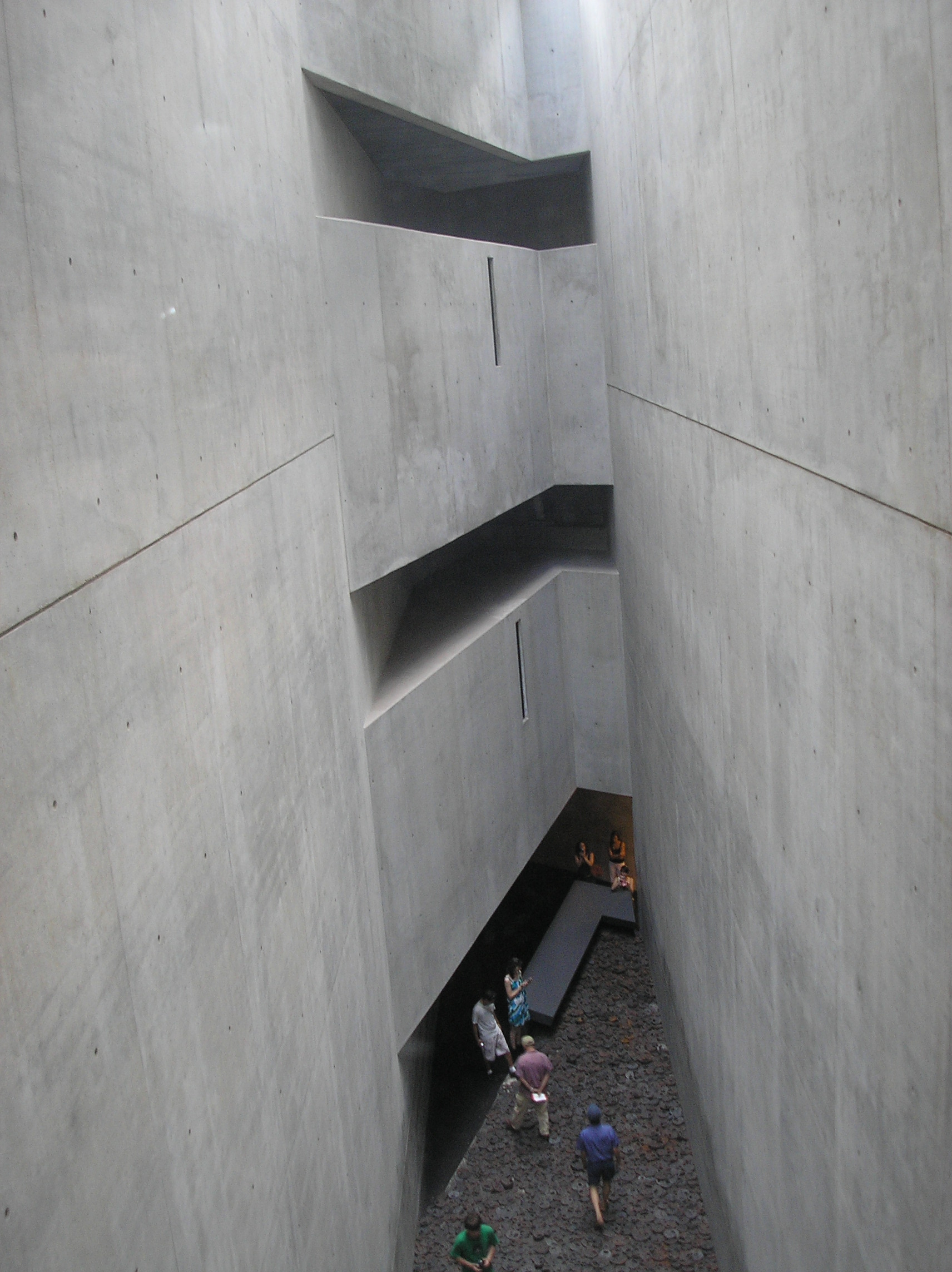
Область «пустоты» в главном здании
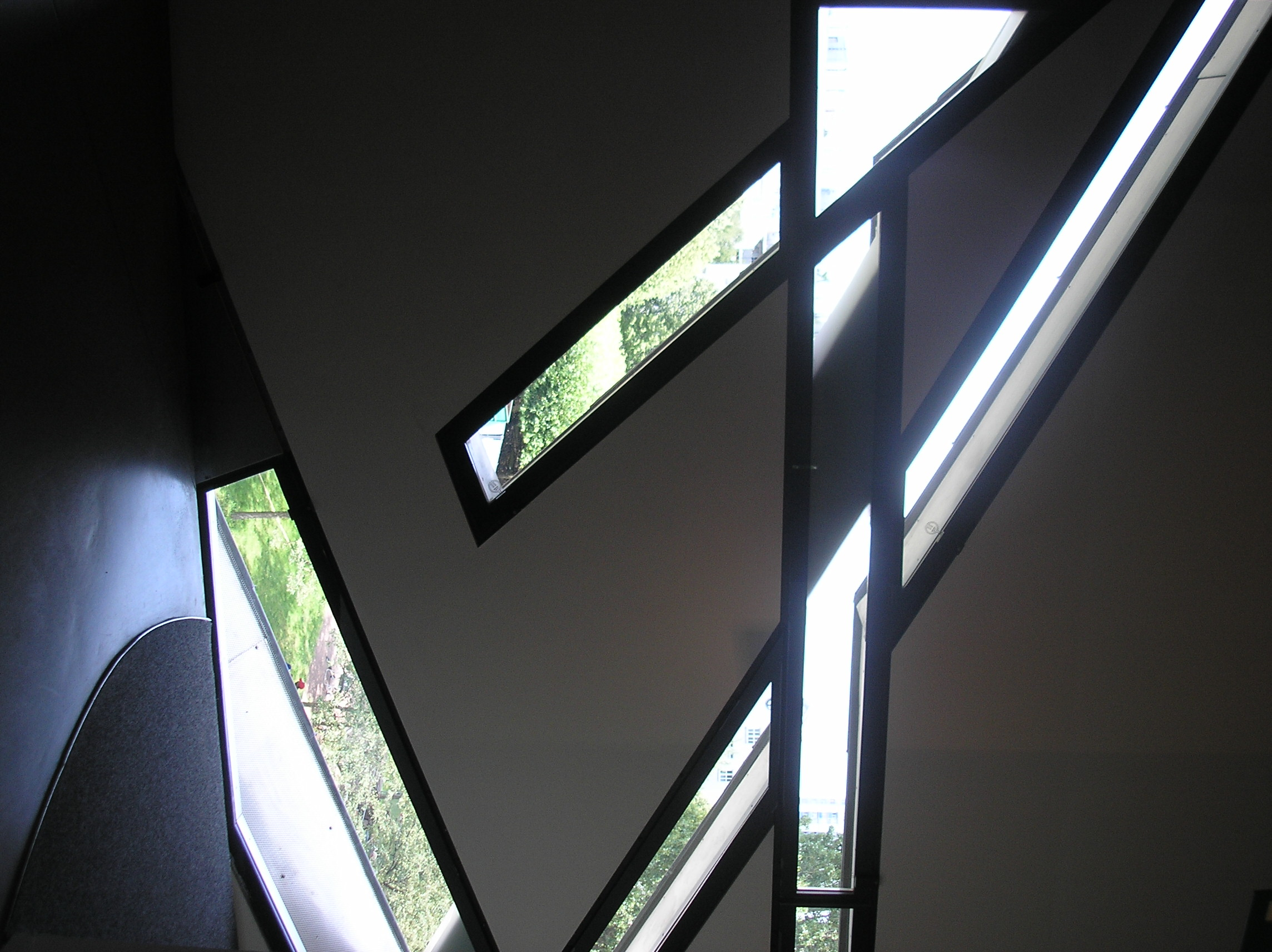
Окна главного здания изнутри
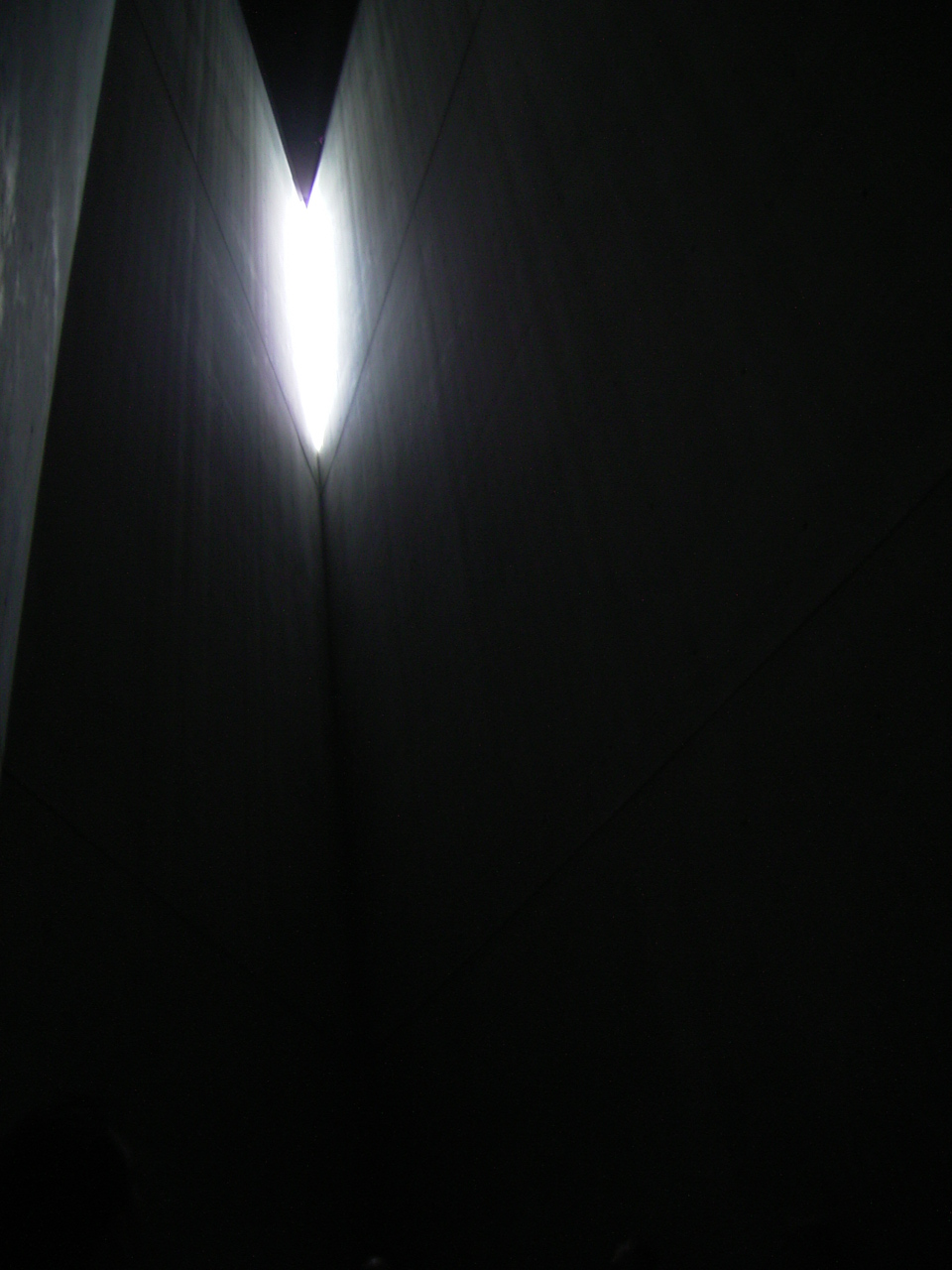
Внутри «Башни Холокоста»
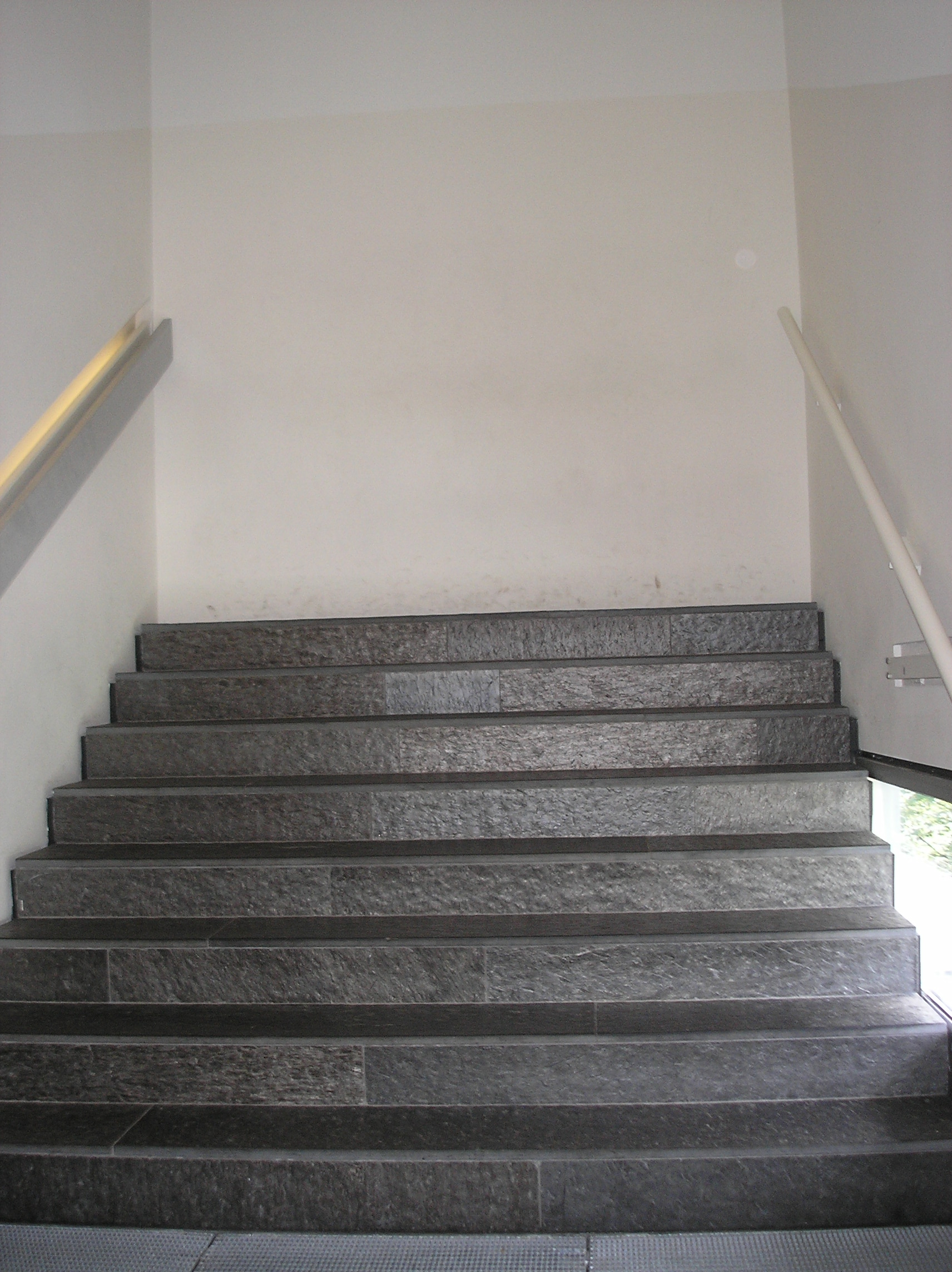
Ступени в главном здании, ведущие к белой стене
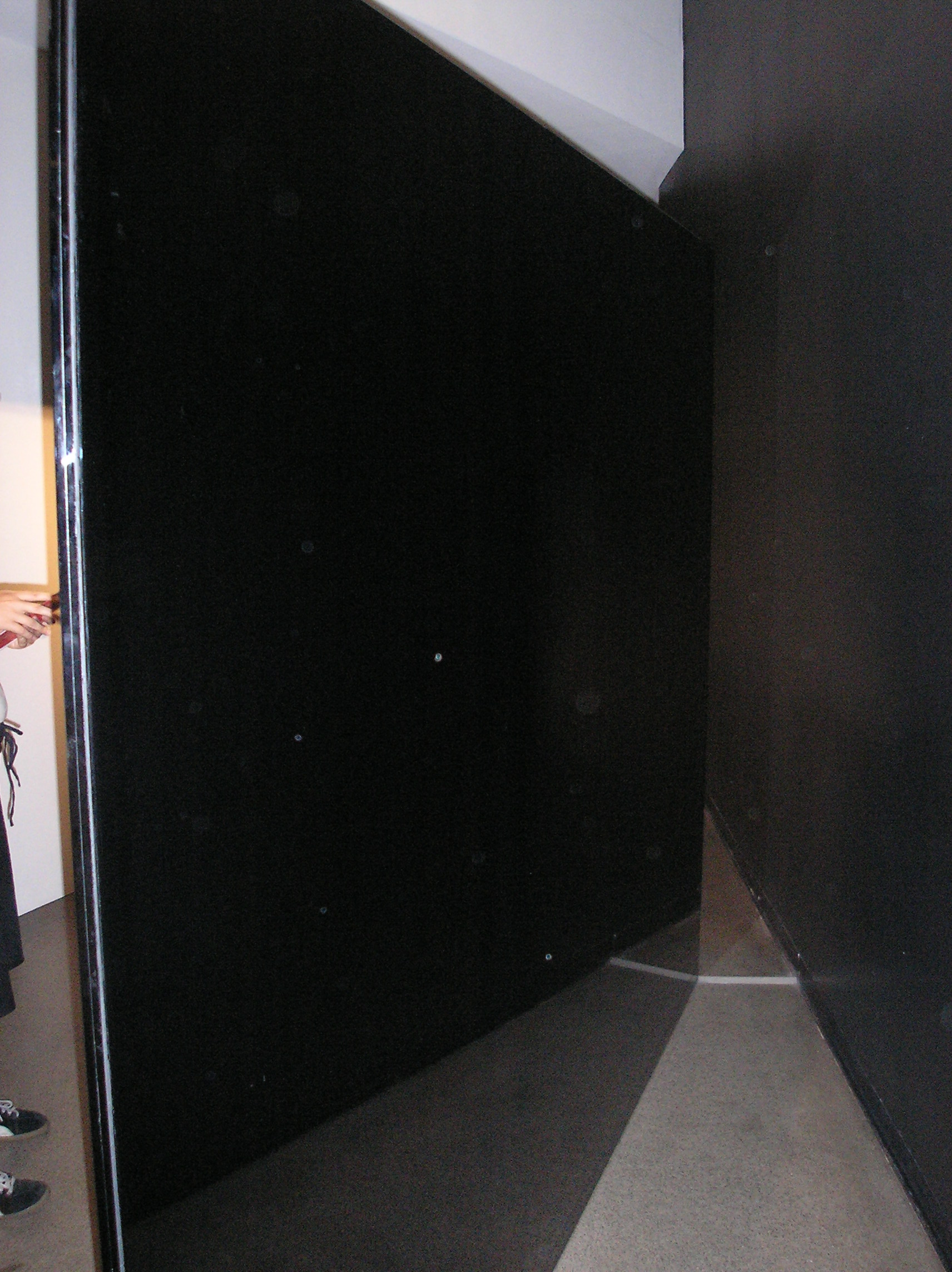
«Отсутствующая выставка» в главном здании
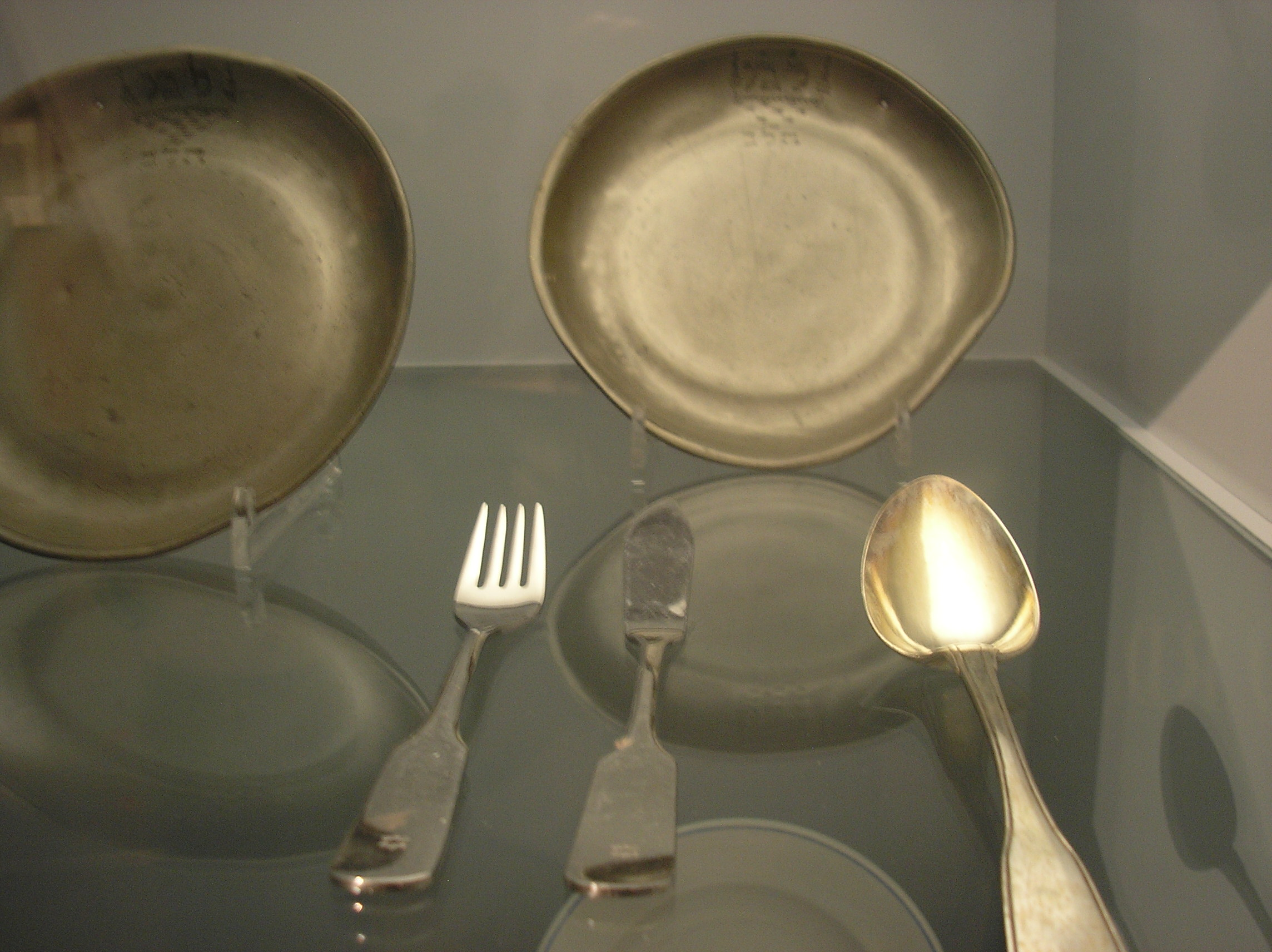
Блюда для молочного XIX века
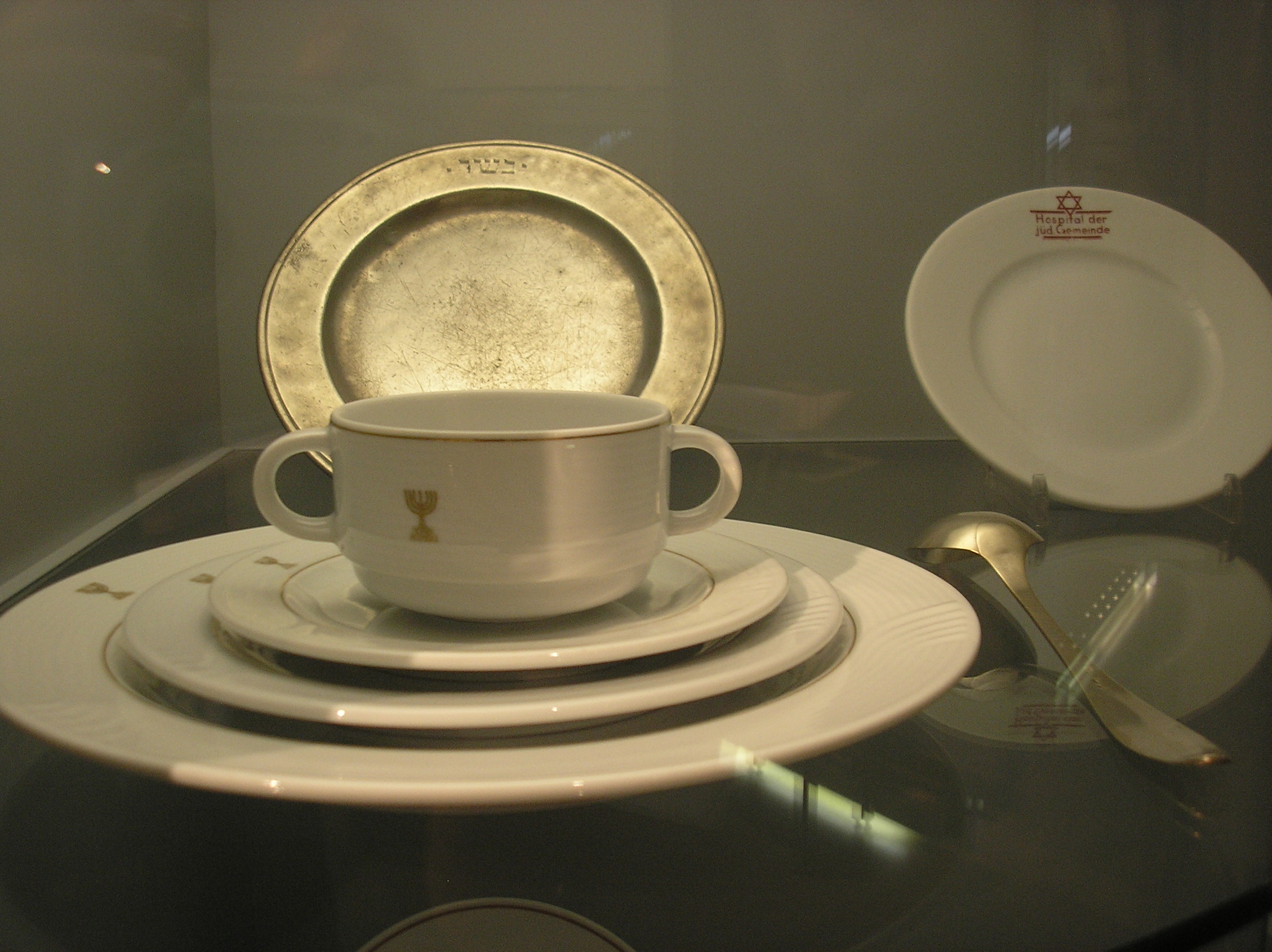
Блюда для мясного XVIII и начала XX веков
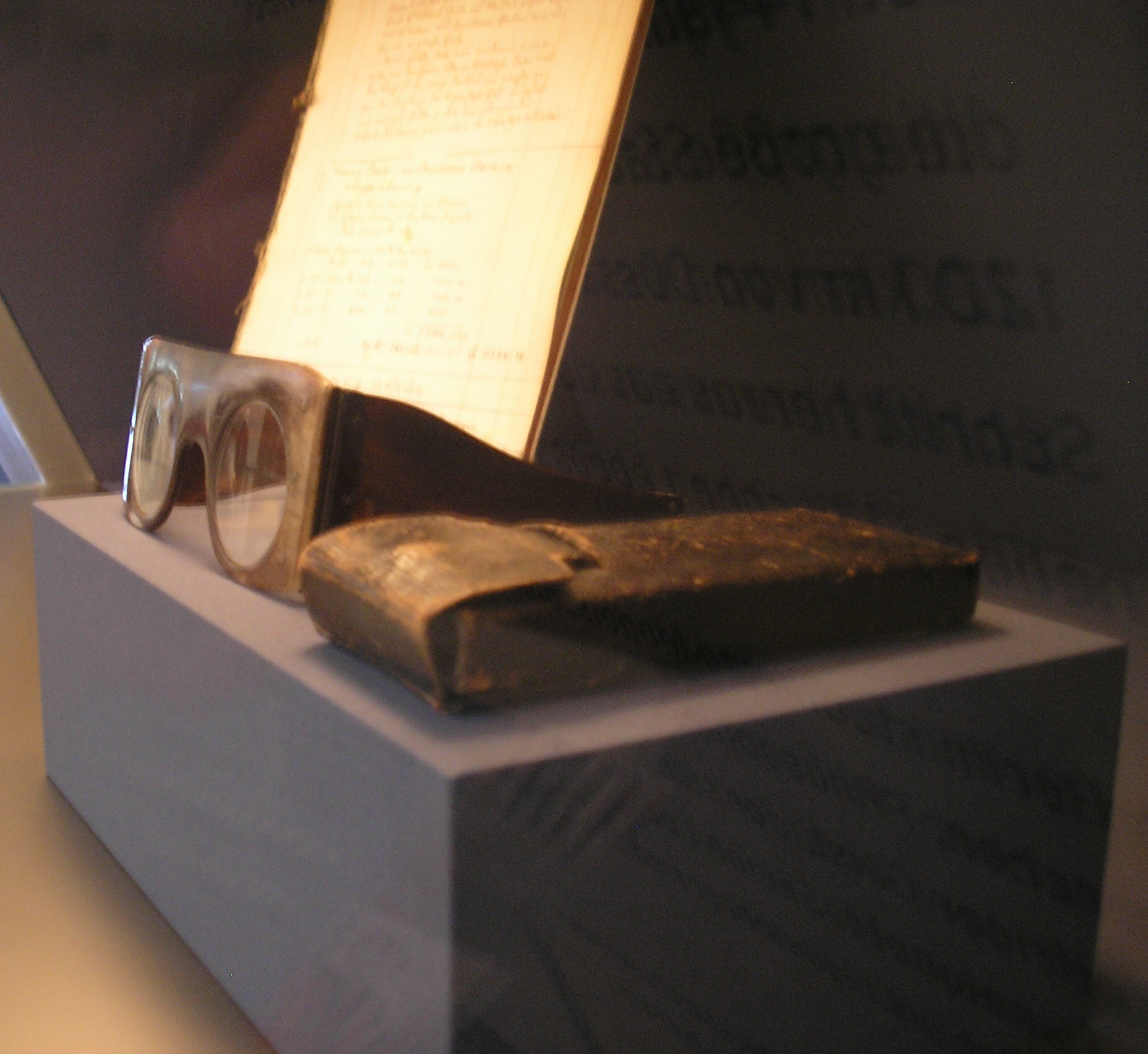
Очки Мозеса Мендельсона

## «On.tour» — для школьников
Проект «on.tour — Еврейский Музей Берлина (ЕМБ) для школ» был запущен в 2007 году. Так, музей хочет привлечь больше молодых людей.
«On.tour» несколько раз посещал некоторые из 16 федеральных округов, Берлинский молодёжный фестиваль, а также 430 школ. Авторы проекта хотят в непосредственном контакте со студентами пробудить интерес к германо-еврейской истории, способность к критическому мышлению. Учителям и преподавателям было предложено заниматься германо-еврейской историей в классе — в дополнение к обсуждению национал-социализма.
Ещё одна цель «on.tour — ЕМБ для школ»: «Каждый студент в Германии должен был побывать в Еврейском музее в Берлине, по крайней мере, один раз, прежде чем окончить школу».
Мобильная выставка состоит из: пяти прочных, гибких дисплеев с текстовыми панелями, которые дают представление о еврейской истории и мире жизни. Темы: «Еврейская повседневная жизнь», «Жизнь и выживание», «Шансы и дискриминация» и «Праздники». Они представлены с помощью повседневных предметов и церемониальных предметов.

## Награды
- С 2002 года Еврейский музей в Берлине удостоен Премии взаимопонимания и терпимости, за внесение выдающийся вклада в этом отношении.
- В 2013 году Еврейский музей в Берлине был удостоен почетной премии Премии Роланда Бергера за человеческое достоинство[11].

## Телевидение
Выпуск «Museum-Check» с Маркусом Броком: «Еврейский музей в Берлине». Первая трансляция: 30 мая 2010 г.